# Baltasar Hurtado de Amézaga
Baltasar Hurtado de Amézaga y Unzaga (Bilbao, 10 de junio de 1657-Madrid, 20 de enero de 1720), I Marqués del Riscal de Alegre, fue un general de España destacado en Flandes. Hijo primogénito de Baltasar Hurtado de Amézaga y Pérez de Villabaso, señor de Güeñes, procurador, síndico y alcalde de Bilbao, y de Ana María de Unzaga y Gardoqui, quienes contrajeron matrimonio el 20 de febrero de 1656.

## Biografía
Procede de una familia vasca, radicada en el señorío de Güeñes, que alcanzó gran importancia a finales del siglo XVII y principios del XVIII. Su abuelo paterno, Baltasar de Amézaga —que fue procurador general de Güeñes en 1612—, decidió anteponer su apellido materno al paterno en consideración a su madre, Leonor Hurtado de Camisón, lo que dio como resultado el apellido Hurtado de Amézaga del personaje. 
Empezó la carrera militar en su adolescencia, fue alférez de infantería en 1681 y recibió el título de capitán de caballería en 1686, bajo las órdenes de Carlos Enrique de Lorena. Luchó en el monte Harsan y en Serbia y Bosnia, participando en la conquista de Belgrado en 1688.
A partir de 1692 sirvió con gran coraje en los tercios de Flandes y recibió el rango de capitán de corazas. En 1694, junto a su tío Thomás de Unzaga Gardoqui, Regidor capitular de Bilbao, fundó la empresa familiar Unzaga-Amézaga-Gardoqui, de comercio con los Países Bajos, Francia, Inglaterra y América. Combatió en la batalla de Zenta en Hungría durante 1697 y fue recompensando con el cargo de gobernador de Finale en Italia en 1703 y mariscal en 1706. Fue forzado a abandonar su guarnición en 1707 tras el tratado firmado por Eugenio de Saboya.
Sucedió como Gobernador de Málaga a su hermano Juan Antonio Hurtado de Amézaga Unzaga, Capitán General, desde 1708 hasta 1717, recibió allí el título de Marqués del Riscal de Alegre de manos de Felipe V. A modo de agradecimiento invitó al monarca Felipe V a conocer su lugar de origen, mandando construir el conocido desde entonces como Palacio de los Hurtado de Amézaga en Güeñes. Contó para ello con el trabajo del guipuzcoano Martín de Zaldúa, quien en 1709 se personó en Güeñes para comprobar el avance de las obras. La muerte del Marqués, sin embargo, detuvo las obras, y desde entonces el palacio ha ido arruinándose hasta nuestros días.
Su destacada formación ilustrada hizo que se convirtiera en el educador del futuro rey Luis I de España. 
También fue comendador de Almendralejo en la Orden de Santiago.

## Hermanos
Tuvo muchos hermanos varones dedicados a las tareas militares:
- Juan Francisco (Bilbao, 8 de julio de 1659-Hostalrich, 1694), caballero de Santiago.
- Juan Antonio (Bilbao, 6 de junio de 1664-Badajoz, 1732), caballero de Santiago; teniente general de los reales ejércitos; gobernador y capitán general de Porto Alegre, Casdenal y Málaga; comandante general de Extremadura.
- José (Joseph), militar, caballero de Alcántara y gobernador de Caller, Cerdeña.
- Joaquín, caballero de Santiago.
- Andrés (Bilbao-Casán), caballero de Santiago.
- Gabriel, militar, caballero de Calatrava.